# Lepanus gressitti
Lepanus gressitti là một loài bọ cánh cứng trong họ Bọ hung (Scarabaeidae).